# Welson
Welson was een Italiaanse fabrikant van elektrische gitaren, basgitaren en elektronische orgels. De hoogtijdagen van deze fabrikant waren de jaren vijftig en zestig. Vooral de semi-akoestische modellen met klankkast van Welson waren bekend. Welsongitaren werden met name buiten Italië goed verkocht, onder meer onder het Duitse merk Dynacord en het Amerikaanse Belltone.